# Sestri Levante
Sestri Levante er en by godt 56 kilometer syd for Genova i den italienske region Ligurien. Byen har 19.356 indbyggere (pr. 2001) og er venskabsby til Santa Cruz i Californien.
Byen var meget populær hos H.C. Andersen, som blandt andet har skrevet om den i sine rejseerindringer.